# Sinocalliopteryx gigas
Il sinocalliotterige (Sinocalliopteryx gigas) è un dinosauro carnivoro appartenente ai celurosauri. Visse nel Cretaceo inferiore (Aptiano, circa 120 milioni di anni fa) e i suoi resti fossili sono stati ritrovati in Cina. Si sono conservate anche impronte di "proto-piume".

## Descrizione

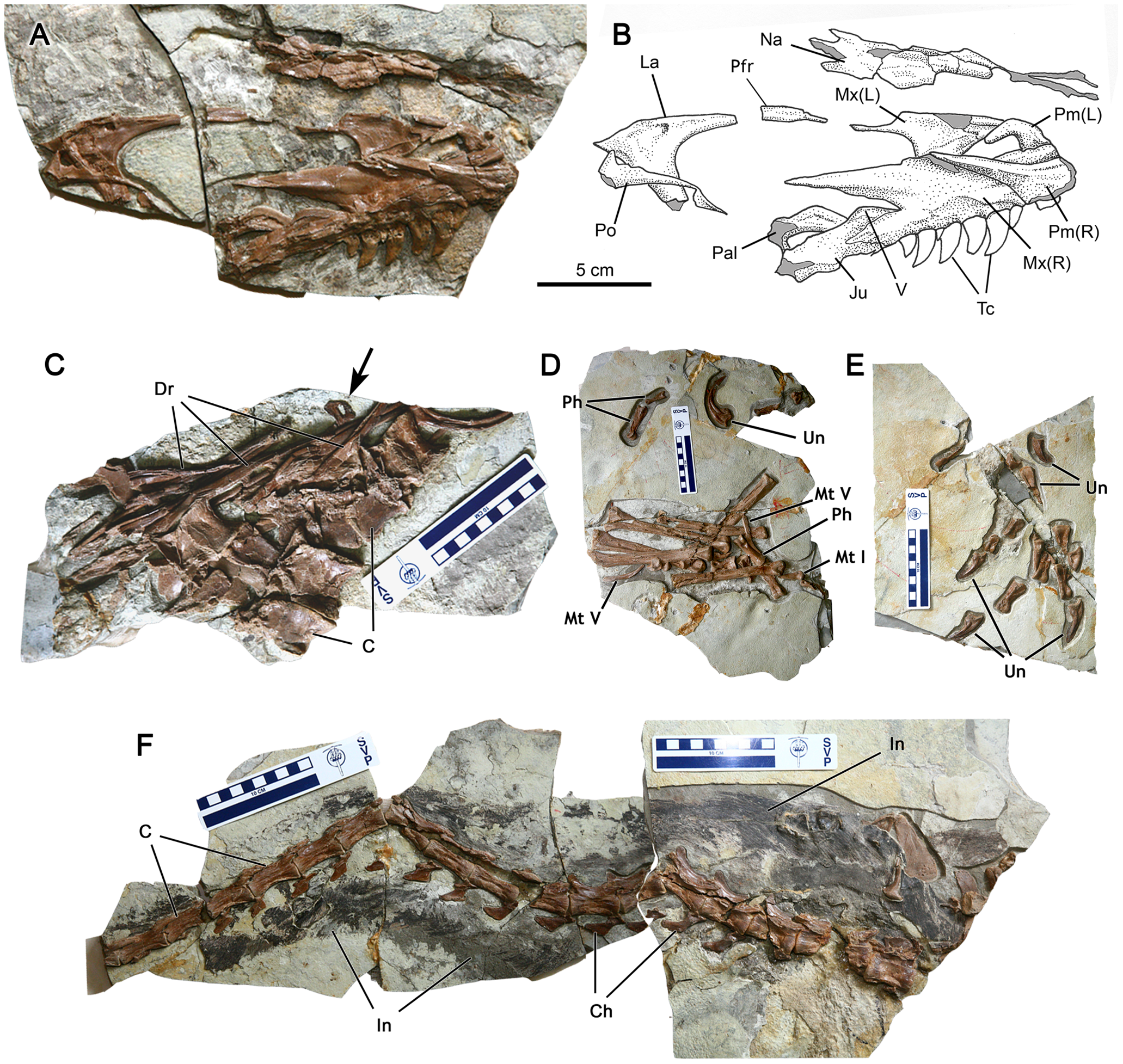
Fossili di S. gigas, l'esemplare CAGS-IG-T1

Questo dinosauro è conosciuto per uno scheletro incompleto che, tuttavia, ha permesso di ricostruire in dettaglio l'aspetto dell'animale. Sinocalliopteryx era lungo circa 2,37 metri, una misura notevole rispetto a quella dei suoi parenti più stretti (i compsognatidi). Rispetto a questi ultimi, inoltre, Sinocalliopteryx possedeva mani relativamente lunghe in confronto alle zampe anteriori, anch'esse piuttosto allungate se rapportate alla media della famiglia. Il corpo di Sinocalliopteryx era ricoperto da "proto - piume", ovvero semplici strutture filamentose sopra la pelle, molto simili a quelle ritrovate nei fossili di Sinosauropteryx, un altro compsognatide rinvenuto nella stessa formazione.
Le protopiume di Sinocalliopteryx differivano in lunghezza a seconda delle varie zone del corpo, e le più lunghe (circa 10 centimetri) coprivano il bacino, la base della coda e il retro delle cosce. Altre protopiume sono state ritrovate sul metatarso (la parte superiore del piede); anche se queste strutture non erano lunghe come quelle dei dinosauri "a quattro ali" come Microraptor e Pedopenna, esse indicano che piume simili apparvero inizialmente in dinosauri molto più primitivi di quanto ritenuto in precedenza.

## Classificazione
Descritto per la prima volta nel 2007, Sinocalliopteryx proviene dalla formazione Yixian, che ha restituito molti altri dinosauri piumati. Inizialmente Sinocalliopteryx è stato descritto come un appartenente ai compsognatidi, un gruppo di dinosauri carnivori di piccole dimensioni considerati celurosauri basali (Ji et al., 2007), ma successivi studi hanno messo in evidenza alcune caratteristiche che porterebbero a raggruppare Sinocalliopteryx con altri celurosauri primitivi (Guanlong, Proceratosaurus, Mirischia), forse più vicini all'origine degli uccelli di quanto non lo fossero i tirannosauroidi propriamente detti (Senter, 2007).

## Paleobiologia

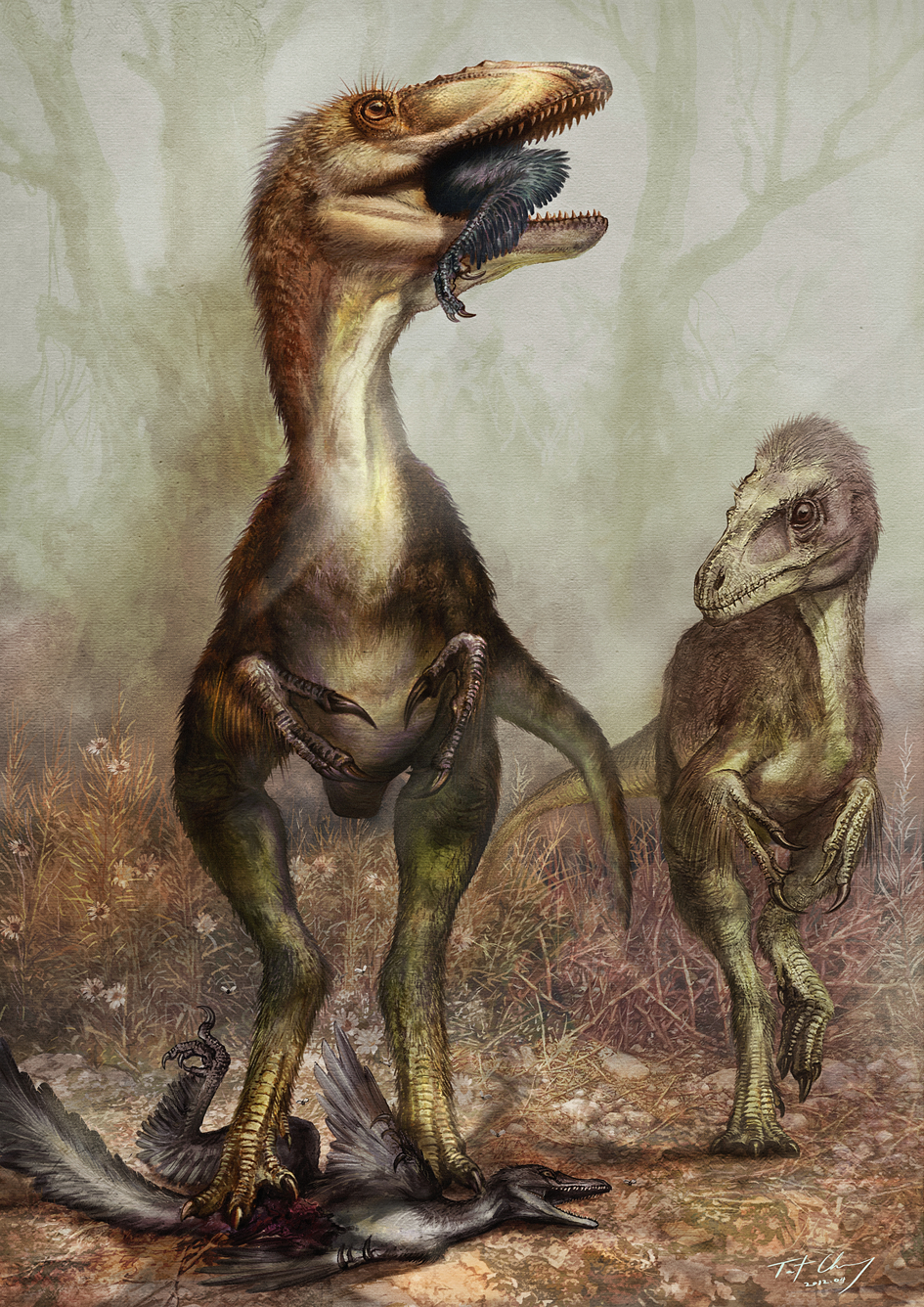
Ricostruzione di un Sinocalliopteryx mentre divora un Sinornithosaurus

Sono stati ritrovati due scheletri ben conservati di Sinocalliopteryx, di cui uno contiene i resti di due Confuciusornis, l'altro parte di una zampa di un Sinornithosaurus, un dromeosauride, nella cavità addominale, con le ossa ancora articolate fra loro. Nonostante la zampa sia piuttosto grossa in confronto alla cavità addominale, è chiaramente situata al suo interno, fra le costole. I descrittori di Sinocalliopteryx (Ji et al., 2007) ritennero che questo dinosauro predasse altri dinosauri carnivori più piccoli simili a uccelli. Questa scoperta indica che Sinocalliopteryx potrebbe essere stato un agile e attivo predatore,  che si appostava nel fogliame vicino a specchi d'acqua, attendendo che piccoli dinosauri o uccelli si avvicinassero per bere, anche rispetto agli altri compsignatidi (nei quali sono stati ritrovati resti di lucertole e piccoli mammiferi).
Oltre alla zampa di dromeosauride, nell'addome di Sinocalliopteryx sono state ritrovate quattro pietre dalla forma irregolare, chiaramente differenti dalle altre pietre ricorstanti l'esemplare. Gli autori della descrizione hanno interpretato queste formazioni come gastroliti ("pietre del ventre"), simili a quelle ritrovate in altri dinosauri teropodi come Nqwebasaurus e Baryonyx. Altri gastroliti sono stati ritrovati in altri teropodi, come Caudipteryx e un ornitomimide asiatico, ma in quei casi le pietre erano molto più numerose e più piccole. Gli autori della descrizione hanno ipotizzato che, dal momento che questi ultimi due dinosauri erano probabilmente erbivori, il numero e la dimensione dei gastroliti potrebbe corrispondere al loro tipo di dieta; gli erbivori quindi ingerivano pietre più piccole e in quantità maggiore, mentre i carnivori inghiottivano pietre più grosse ma in numero minore, per aiutare la digestione.
Gli autori notano inoltre che la taglia di Sinocalliopteryx è notevole rispetto a quella degli altri compsognatidi; tuttavia questa disparità si spiegherebbe con il fatto che degli altri compsognatidi non sono mai stati ritrovati esemplari completamente sviluppati.